# Serghei Beloglazov
Serghei Beloglazov (n. 16 septembrie 1956, Kaliningrad, RSFS Rusă, URSS) este un luptător ce a reprezentat Uniunea Republicilor Sovietice Socialiste, medaliat olimpic. A participat la două ediții ale Jocurilor Olimpice (1980, 1988) în care a câștigat două medalii de aur.